# Weiquan-Rechtsanwälte
Weiquan-Rechtsanwälte (Chinesisch: 维权律师), auch als „Rechtsschutz“-Anwälte bezeichnet, sind eine kleine, aber einflussreiche Bewegung von Rechtsanwälten, Gelehrten und Aktivisten, die chinesischen Bürgern helfen, ihre Verfassungsrechte, Bürgerrechte und/oder öffentliche Interessen durch Gerichtsverfahren und Rechtsaktivismus geltend zu machen. Weiquan-Rechtsanwälte vertreten viele Fälle in Bezug auf Arbeitsrecht, Landrecht, offizielle Korruption, Folteropfer und Migrantenrecht.
Seit den 1980er Jahren, als Chinas Führung sich der Bedeutung des Rechtssystems und Rechtsberufs bewusst wurde, um die wirtschaftliche Entwicklung zu fördern, erhöhte sich die Anzahl der Ausbildungen zum Rechtsanwalt dramatisch. Gab es 1983 etwas mehr als 2000 Anwälte, hatte sich die Anzahl von 1986 bis 1992 in China mehr als verdoppelt (von 21.500 auf 45.000), bis 2008 waren es bereits 143.000 und 2013 gab es über 230.000 Anwälte.
Im Verhältnis zur Gesamtanzahl der Rechtsanwälte in China gibt es jedoch nur wenige Weiquan-Rechtsanwälte. Die Anzahl der Rechtsanwälte, die sich aktiv mit Bürgerrechtsfragen beschäftigen, wurde von dem Rechtsgelehrten Teng Biao auf „nur ein paar Dutzend“ geschätzt. Diese Anwälte stehen vor erheblichen persönlichen und beruflichen Hürden, sodass Weiquan-Juristen ein großes Engagement für ihre Sache brauchen. Laut Fu und Cullen vom Social Science Research Network handeln Weiquan-Rechtsanwälte „hauptsächlich aus Engagement, nicht wegen irgendwelcher finanzieller Anliegen. Sie übernehmen Weiquan-Fälle, um ihrer Sache zu dienen, und verlangen in der Regel keine Anwaltskosten“. Die Anwälte werden oft bedroht, belästigt und sogar inhaftiert, wenn sie Fälle annehmen, und sind vor sensiblen Ereignissen das Ziel von Unterdrückungsmaßnahmen.

## Arten der Weiquan-Anwälte
Zu den Weiquan-Aktivisten gehören Professoren, die Lehrposten an einer juristischen Universität innehaben, wie He Weifang, Xu Zhiyong und Teng Biao sowie professionelle Anwälte und Barfußanwälte, die sich durch Selbststudium ausbildeten und oftmals keine formelle juristische Ausbildung besitzen. Mehrere bekannte Weiquan-Rechtsanwälte fallen in die letztere Kategorie, einschließlich Guo Feixiong und Chen Guangcheng. Viele Barfußanwälte sind Bauern, die sich selbst genügend Rechtswissen beigebracht haben, um Zivilbeschwerden einzureichen, bei Rechtsstreitigkeiten aufzutreten und Mitbürger über ihre Rechte zu informieren.
Da Kanzleien in der Regel gegenüber Weiquan-Rechtsanwälten nicht gastfreundlich sind und Rechtsberater innerhalb des Regierungssystems arbeiten, neigen Weiquan-Anwälte in großen Städten dazu, im Alleingang mit anderen gleichgesinnten Anwälten in Partnerschaftsfirmen zu arbeiten. Die Globale Anwaltskanzlei Peking und die Anwaltskanzlei Yitong sind Beispiele solcher Organisationen.
Rana Siu Inboden und William Inboden vom Robert S. Strauss Center for International Security and Law weisen darauf hin, dass eine überproportionale Anzahl einflussreicher Weiquan-Anwälte dem Christentum in China angehören, darunter auch Gao Zhisheng, Chen Guangcheng, Zheng Enchong und Li Heping.

## Verschiedene Herangehensweisen
Es gibt mindestens zwei unverkennbare (und manchmal konkurrierende) Herangehensweisen zum Weiquan-Aktivismus. Unter den Weiquan-Anwälten sind Pragmatiker (Konsequentialisten), die dem bestehenden Rechtssystem und dessen Institutionen eher respektvoll gegenüberstehen. Sie verfolgen nur Maßnahmen, die wahrscheinlich eher schrittweise und aufeinander aufbauende Verbesserungen und Reformen hervorbringen könnten. Diese Aktivisten lehnen Herangehensweisen, die mit offiziellen Vergeltungsmaßnahmen zu rechnen haben, eher ab.
Im Gegensatz dazu betrachten die sogenannten „radikalen“ Weiquan-Aktivisten, die eine deontologische Herangehensweise annehmen, die Verteidigung der Rechte als eine moralische Verpflichtung, der nachgegangen werden muss, unabhängig von möglichen Konsequenzen. Solche Rechtsanwälte, wie beispielsweise Gao Zhisheng, sind eher geneigt, „sensibelste“ Fälle anzunehmen – wie die von Falun-Gong-Anhängern –, einfach nur deshalb, weil es das „Richtige“ ist, obwohl die Aussichten auf Erfolg minimal sind. Doch kann auch ein Pragmatiker leicht „radikalisiert“ werden, sobald er Grenzen einer möglichen Reform überschreitet.